# Mačiulis
Mačiulis ist ein litauischer Familienname. 

## Weibliche Formen
Die weiblichen Formen des Namens sind: 
- Mačiulienė (für verheiratete Frauen oder Witwen)
- Mačiulytė (für unverheiratete Frauen)

## Namensträger
- Alminas Mačiulis (* 1961), litauischer Beamter und Politiker
- Fridrichas Martynas Mačiulis  (1847–1929), deutscher Gutsbesitzer und Politiker, MdR, siehe Friedrich Martin Mattschull
- Jonas Mačiulis (* 1985), litauischer Basketballspieler
- Jonas Mačiulis, eigentlicher Name von Maironis (1862–1932), litauischer Dichter, Theologe und Hochschullehrer
- Povilas Mačiulis (* 1986), litauischer Politiker
- Valentinas Mačiulis (Politiker) (* 1945), litauischer Politiker
- Valentinas Mačiulis (Mediziner) (* 1948), litauischer Psychiater